# Dirades unicauda
Dirades unicauda är en fjärilsart som beskrevs av Dudgeon 1905. Dirades unicauda ingår i släktet Dirades och familjen Uraniidae. Inga underarter finns listade i Catalogue of Life.